# Рингбум, Хенрика
Хенрика Рингбум (швед. Henrika Ringbom, род. 20 октября 1962, Хельсинки) — финляндская писательница, пишущая на шведском языке; переводчица. Дебютировала в 1988 году сборником поэзии, позже стала писать романы. Лауреат премии Финляндского шведского литературного общества (2006) и премии Карла Веннберга (2017).

## Биография
Начинала как поэтесса, издав три поэтические сборника — Båge («Свод», 1988), Det jag har («То, что есть у меня», 1990) и Det finns ingen annanstans («Такого больше нет нигде», 1994).
В 1998 году в хельсинкском издательстве Söderströms был опубликован первый роман Рингбум — Martina Dagers längtan («Одержимость Мартины Дагер»).
В 2006 году за роман Sonjas berättelse («Рассказ Сони») Рингбум была удостоена премии Финляндского шведского литературного общества.

## Публикации
Поэзия
- Båge. — Helsingfors, Söderströms, 1988. — ISBN 951-52-1220-0
- Det jag har. — Helsingfors, Söderströms, 1990. — ISBN 951-52-1316-9
- Det finns ingen annanstans. — Helsingfors, Söderströms, 1994. — ISBN 951-5215-04-8
- Den vita vinthunden. — Helsingfors, Söderströms, 2001. — ISBN 951-52-1947-7
  - Valkoinen vinttikoira (единое издание поэтических сборников Båge, Det jag har, Det finns ingen annanstans, Den vita vinthunden) / Пер. на фин. Merja Virolainen. — Helsinki, Tammi, 2005. — ISBN 951-31-3356-7
- Händelser ur Nya Pressen 1968—1974. Prosadikter — Helsingfors, Söderströms, 2009. — ISBN 978-951-52-2610-5
- Öar i ett hav som strömmar. Helsingfors: Schildts & Söderströms, 2013. — Номинация на одну из наиболее престижных литературных премий Финляндии, Премию Рунеберга (2014)[3].

Проза
- Martina Dagers längtan. — 1998.
  - Maarit Sarasteen kaipuu / Пер. на фин. Liisa Ryömä. — Tammi, 1999. — ISBN 951-31-1406-6
- Sonjas berättelse. — 2005.
  - Sonjan kertomus / Пер. на фин. Liisa Ryömä. — Tammi, 2005. — ISBN 951-31-3454-7

## Переводы на русский язык
В 2000 году в Санкт-Петербурге вышел сборник из пяти романов современных финляндских шведоязычных авторов «Страдания финского мужа». В этот сборник вошёл роман Хенрики Рингбум «Одержимость Мартины Дагер» в переводе Н. К. Беляковой.